# BUB1
 Митотическая контрольная точка серин/треонин-протеинкиназы BUB1  (англ. Mitotic checkpoint serine/threonine-protein kinase BUB1) известная также как  BUB1  — фермент, кодируемый у человека геном BUB1.
Bub1 является серин/треонин-протеинкиназой, впервые выявленной при генетическом скрининге Saccharomyces cerevisiae. Белок связан с кинетохорами и играет ключевую роль в создании митотической контрольной точки веретена деления и конгрессии хромосом. Митотическая контрольная точка киназы эволюционно сохраняется в различных организмах, от Saccharomyces cerevisiae до человека. Потеря функции, мутация или отсутствие Bub1 приводит к анеуплоидии, синдромам хромосомной нестабильности (CIN) и преждевременному старению.

## Структура
Bub1 содержит консервативный N-терминальный регион, центральный неконсервативный регион и С-концевой домен серин/треонин-киназы. N-терминальный регион опосредованное связывание HS-BUB1 с митотической кинетохорой белка AF15q14. Последнее взаимодействие имеет важное значение для кинетохорной локализации Bub1 и его функции блокировки индуцированной активации контрольной точки сборки веретена деления(SAC) в клеточного цикле. Кристаллическая структура человеческого Bub1 показывает наличие N-концевого тетратрикопептидного повтора домена (TPR) и С-концевой киназы домена (остатки 784—1085), имеющей вид канонической киназы с двумя лопастями. АТФ-связываемые и каталитические сайты расположены на границе двух долей. Расширение N-конца содержит три β-листа и α-спираль, обернутые вокруг N-доли киназы домена.

## Внутриклеточная локализация
В организме человека Bub1 накапливается постепенно в течение G1 и S-фаз клеточного цикла, пики на G2/M, и резко падает после митоза. В профазе он локализуется в одном из первых белков в наружном слое кинетохора, процесс обычно вовлекается в корректный тайминг митотической и ответной контрольных точек повреждения веретена.

## Функция
Протеинкиназа Bub1 обладает различными универсальными функциями в ходе клеточного цикла, в основном, в SAC и хромосомного выравнивания во время метафазы. Сетевое взаимодействие белка в настоящее время определены комплексным образом (рисунок 1).

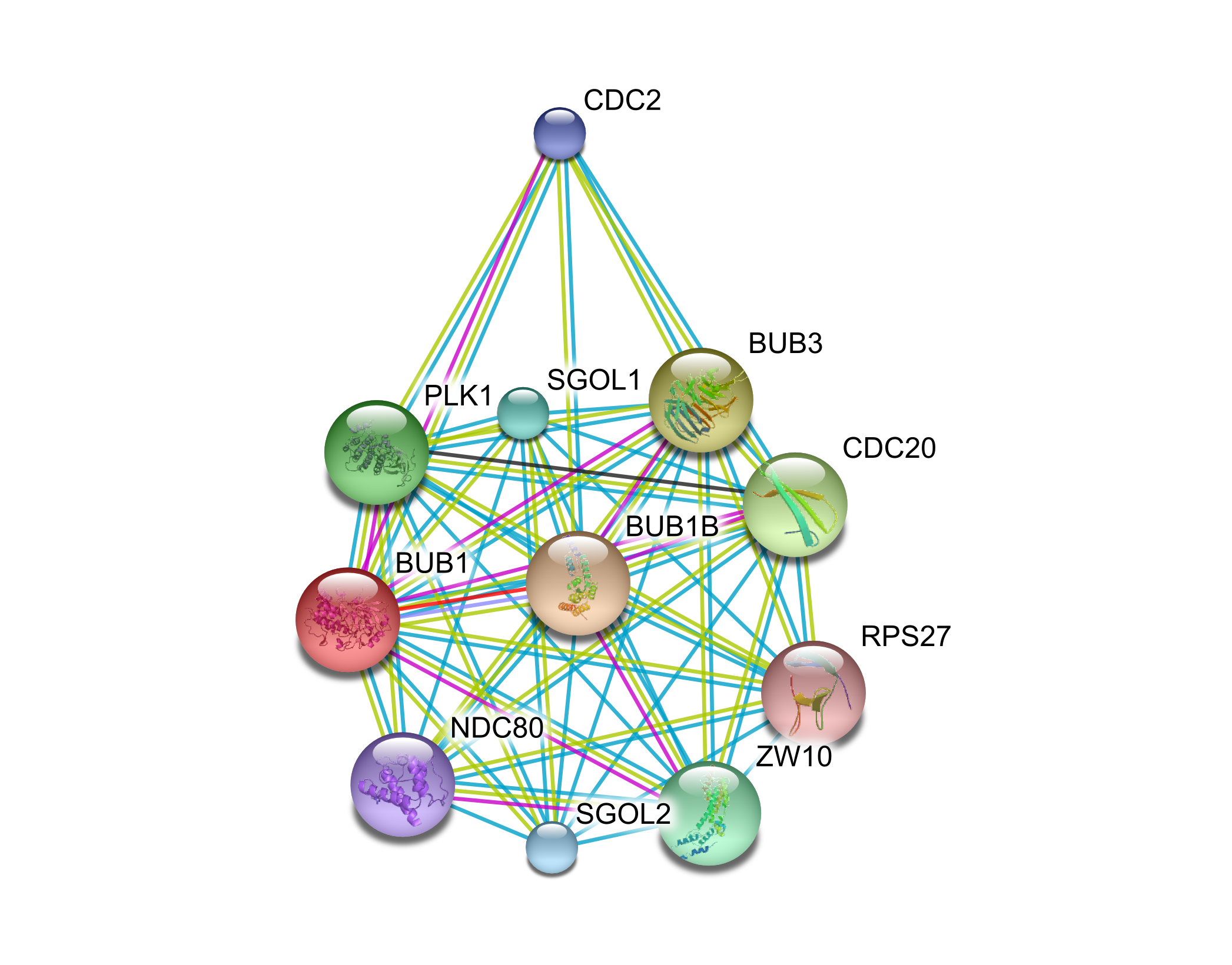
рисунок 1: Сетевое белковое взаимодействие Bub1 человека.

В эукариотических клетках SAC служит в качестве центрального механизма наблюдения для обеспечения передачи хромосом следующему поколению надежным способом. Некоторые компоненты контролируют правильность биполярного прикрепления микротрубочек к кинетохорам, предположительно посредством обнаружения напряжения. Переход от метафазы к анафазе остановливается SAC тех пор, пока не появится достаточного количества одиночных кинетохор для биполярного вложение микротрубочек; здесь подразумевая необходимость высокочувствительного сигнального пути. 
Bub1 — главный регулятор формирования SAC и сигнализации. По крайней мере, тринадцать других белков (MAD1, MAD2, MAD3/BubR1, BUB3, Mps1 и т. д.) являются частью контрольной точки, среди которых многие были идентифицированы в качестве агентов для взаимодействовать с Bub1.
После активации SAC Bub1 непосредственно фосфорилирует коактиватор APC/C в CDC20. Это событие фосфорилирования, вероятно, достигается в комплексе с Bub3, который сам по себе был подвергнут предварительному фосфорилирования Bub1. Фосфорилирование Cdc20 в конечном счете, приводит к снижению активности APC/C, которая определяет переход от метафазы к анафазе. В свою очередь APC/C, теперь уже в комплексе с CDH1, также действует на Bub1 главным образом для деградации, чтобы выйти в митоз.
Кроме того, локализация кинетохор Bub1 в начале G2 или профазы — ещё один аспект функционирования SAC. Bub1, как полагают, служит в качестве платформы рекрутирования других контрольных точек и моторных белков, таких как MAD1, Mad2, BubR1, CENP-E и PLK1 кинетохорам. В самом деле, последние данные показывают, что основная роль Bub1 в деятельности SAC не фосфорилирование CDC20, а рекрутирование BubR1, Mad1 и Mad2.
При повреждении веретена Bub1 также переключается на фосфорилирование MAD1, приводя к диссоциации комплекса MAD1-Mad2 и, тем самым делая доступным для Mad2 ингибирование Cdc20. Bub1 в целом защищает сестринские хроматидные сплоченности путём усиления белка Шугошин(англ. Shugoshin) (Sgo1), локализованного в центромерном регионе. Путём рекрутирования фосфатазы PP2A Bub1 ингибирует действие PLK1, который удаляет Sgo1 из центромеры.
Противоположная локализация PLK1, как уже упоминалось, также зависит от активности Bub1. Исследования экстракций, проведенные с Xenopus с использованием RNAi или истощением антител, показали решающую функцию Bub1 в организации внутренней центромеры. Подобно своей роли в сборке кинетохор, он рекрутирует членов хромосомного пассажирского комплекса (CPC), подобно киназе Aurora B, сурвивину и INCENP. Наблюдается также прямое фосфорилирование INCENP посредством Bub1.
Опосредованое РНК истощение человеческого Bub1 показывает его функцию в правильной конгрессии метафазы. Нижерасположенные цели, определённые в различных кинетохорах — белки CENPF, KIF2C и указанный выше Sgo1.

## Последствия при раке
Дефекты митотических контрольных точек являются общей чертой многих раковых заболеваний человека. Мутация в контрольных точках веретена может привести к хромосомной нестабильности и анеуплоидии, элементам, представленным в более чем 90 % всех солидных опухолей. Потери функций в результате мутации или снижение экспрессии гена Bub1 были выявлены в нескольких опухолях человека, таких как рак толстой кишки, пищевода, желудка, молочной железы, и меланомы. Была найдена корреляция между уровнями экспрессии Bub1 и локализацией опухолей, в зависимости от их тяжести. Например, низкие уровни экспрессии Bub1 приводят к саркоме, лимфоме и опухоли легких, тогда как более высокие из них вызывают саркомы и опухоли в печени. Кроме того, Bub1 был идентифицирован как цель большого Т-антигена вируса SV-40, возможно, способствуя своим потенциалом для опухолевой трансформации. Показания для возможного участия Bub1 в онкогенезе также получены из экспериментов на животных, где мыши при уменьшением экспрессии Bub1 показали увеличение восприимчивости опухоли. Нокдаун  In vitro  Bub1 вызвавший в p53 нарушение клеток (например, HeLa клеток) приводил к анеуплоидии. Является ли достаточной причиной анеуплоидии вождение во время онкогенеза или, скорее, просто его следствием, был вопросом научных дискуссий.

## Связь с каспазо-независимым миотическим отмиранием (CIMD)
Недавно Bub1 был идентифицирован как негативный регулятор CIMD. Истощение Bub1 приводит к увеличению CIMD во избежание анеуплоидии, обусловливая снижение функционирования SAC. Транскрипционная активность p73, таким образом, ингибируется с помощью фосфорилирования. Непосредственное взаимодействие между этими двумя игроками не визуализировано до сих пор, поэтому молекулы связывающие Bub1 и р73 ещё предстоит определить. Кроме того, предполагается, что Bub1 связывается с р53, чтобы предотвратить активацию проапоптозных генов, поэтому р53 способен индуцировать апоптоз, когда исчерпан Bub1. Тем не менее, взаимодействие между р53 и Bub1 ещё не было выявлено, в то время как поступала информация о связывание гена р53 и BubR1.